# Jiloca
La comarque de Jiloca est une région aragonaise située au nord-est de Teruel, qui doit son nom à la rivière qui la traverse, le Jiloca. Au début de la création des comarques, elle a été appelée comarque de Calamocha.
| Nom                     | Population (2002) | Population (2005) |
| ----------------------- | ----------------- | ----------------- |
| Allueva                 | 15                | 11                |
| Bádenas                 | 20                | 21                |
| Báguena                 | 459               | 422               |
| Bañón                   | 171               | 174               |
| Barrachina              | 164               | 157               |
| Bea                     | 38                | 37                |
| Bello                   | 373               | 334               |
| Blancas                 | 181               | 174               |
| Bueña                   | 92                | 77                |
| Burbáguena              | 311               | 301               |
| Calamocha               | 4.155             | 4.389             |
| Caminreal               | 781               | 755               |
| Castejón de Tornos      | 93                | 85                |
| Cosa                    | 93                | 88                |
| Cucalón                 | 72                | 95                |
| Ferreruela de Huerva    | 80                | 73                |
| Fonfría                 | 32                | 26                |
| Fuentes Claras          | 613               | 608               |
| Lagueruela              | 64                | 56                |
| Lanzuela                | 32                | 29                |
| Loscos                  | 204               | 191               |
| Monforte de Moyuela     | 77                | 76                |
| Monreal del Campo       | 2.382             | 2.480             |
| Nogueras                | 18                | 29                |
| Odón                    | 260               | 257               |
| Ojos Negros             | 547               | 516               |
| Peracense               | 101               | 114               |
| Pozuel del Campo        | 111               | 103               |
| Rubielos de la Cérida   | 58                | 55                |
| San Martín del Río      | 275               | 243               |
| Santa Cruz de Nogueras  | 25                | 36                |
| Singra                  | 92                | 91                |
| Tornos                  | 243               | 242               |
| Torralba de los Sisones | 225               | 218               |
| Torrecilla del Rebollar | 180               | 173               |
| Torre los Negros        | 99                | 107               |
| Torrijo del Campo       | 550               | 529               |
| Villafranca del Campo   | 381               | 368               |
| Villahermosa del Campo  | 71                | 102               |
| Villar del Salz         | 95                | 98                |